# 578164 Rerrichbéla
578164 Rerrichbéla è un asteroide della fascia principale. Scoperto nel 2013, presenta un'orbita caratterizzata da un semiasse maggiore pari a 2,5339796 au e da un'eccentricità di 0,1244837, inclinata di 10,22094° rispetto all'eclittica.